# Kofferfische
Die Kofferfische (Ostraciidae) sind eine Familie kantig aussehender Fische aus der Ordnung der Kugelfischverwandten (Tetraodontiformes). Die früher meist gebrauchte Form „Ostraciontidae“ ist falsch; etymologischer Ursprung ist ὀστράκιον „kleine (Eier-, Muschel-, Ton-)Schale, Krebspanzer“.

## Merkmale
Der Körper der Kofferfische ist von einem festen, zu einem eckigen Gehäuse verschmolzenen Schutzpanzer aus sechseckigen Knochenplatten umgeben, der nur für Mund, Augen, Kiemen, Flossen und Anus offen ist. Ihr Panzer schließt die Basis der Rücken- und Afterflosse mit ein. Dies ist bei den verwandten Aracanidae nicht so. Auch fehlt den Kofferfischen die für die Aracanidae typische Bauchkante. Die Oberfläche des Panzers kann glatt, aber auch rau sein. Manche Arten wie der Kuhfisch (Lactoria cornuta) tragen dornenartige Hörner auf der Stirn und nach hinten gerichtete Stacheln am Bauch. Da der Panzer auch mit dem Kiemendeckel verwachsen ist, ist eine Atemwasserbewegung über die Bewegung des Kiemendeckels nicht mehr möglich. Stattdessen übernimmt der flexible Mundboden diese Funktion. Bauchflossen und Beckenknochen fehlen, ebenso die Rippen. Rücken- und Afterflosse haben keine Flossenstacheln, sondern nur 9 bis 13 Weichstrahlen bei beiden Flossen. Die Schwanzflosse hat zehn primäre Flossenstrahlen. Die Anzahl der Wirbel liegt bei 18 Stück. Das Maul ist nicht vorstülpbar. In jedem Kiefer tragen sie zehn zu Zahnplatten verwachsene Zähne. Kofferfische sind meist sehr bunt und haben ein Muster, das die Struktur des Knochenpanzers wiedergibt. Bei vielen Arten sind die Geschlechter unterschiedlich gefärbt.
Zusätzlich zum Panzer schützen sich die Fische durch Pahutoxin, früher Ostracitoxin genannt, einem Nervengift, das im Stress, bei Gefahr oder beim Tod der Tiere abgesondert wird. Im begrenzten Raum von Aquarien werden alle Fische, auch die Kofferfische selbst, bei Freisetzung dieses Giftes getötet.

## Lebensweise
Kofferfische leben als Einzelgänger oder paarweise in Korallenriffen, Algen- und Tangfeldern oder Seegraswiesen. Sie ernähren sich von Wirbellosen, wie Würmern, Manteltieren oder Schwämmen, Algen und Seegras. Im Sand verborgene Beute wird durch „Anpusten“ mit einem Wasserstrahl freigelegt. Ihre Schwimmweise ist ostraciiform, das heißt, dass die wellenförmige Bewegung von Rücken- und Afterflosse für den Vortrieb sorgen, die Brustflossen und die Schwanzflosse der Steuerung dienen und letztere nur bei der Flucht als Antriebsorgan benutzt werden. So schwimmen sie zwar langsam, sind aber sehr beweglich und können sich auf der Stelle drehen.

## Fortpflanzung
Männliche Kofferfische sind territorial und leben mit drei bis vier Weibchen und einigen jungen Männchen in einem Revier, das 500 m² groß sein kann. Sie balzen und laichen in der Dämmerung an einer erhöhten Stelle (Rendezvousfelsen genannt) des Reviers. Dann steigen sie zur Wasseroberfläche auf und geben ihre Gameten ab. Eine Brutpflege findet nicht statt, die Eier sind pelagisch und werden von der Strömung davongetragen. Die nach ein bis zwei Tagen schlüpfenden Larven treiben zunächst ebenfalls mit den Meeresströmungen, zum Teil mit dem Bauch nach oben. Bei manchen Arten gehen sie aber schon nach fünf Tagen als kleine Jungfische zum bodennahen Leben der ausgewachsenen Tiere über. Da auch schon größere Larven- und Jungfischphasen im Plankton gefunden wurden, nimmt man an, dass sie ihre pelagische Phase verlängern können, wenn sie keinen geeigneten Lebensraum finden.

## Systematik
Bei den Kofferfischen wurden zwei Unterfamilien unterschieden, die als ursprünglich geltenden Aracaninae, die in den Gewässern des Westpazifischen Ozeans in Tiefen bis etwa 200 Meter vorkommen, und die Ostraciinae, die flache, gemäßigte und tropische Meere in Tiefen bis etwa 50 Meter oft bei Korallenriffen bewohnen. Heute werden die Aracanidae jedoch als eigenständige Familie betrachtet und die Familie der Kofferfische umfasst nur noch die Gattungen und Arten der ehemaligen Unterfamilie Ostraciinae.

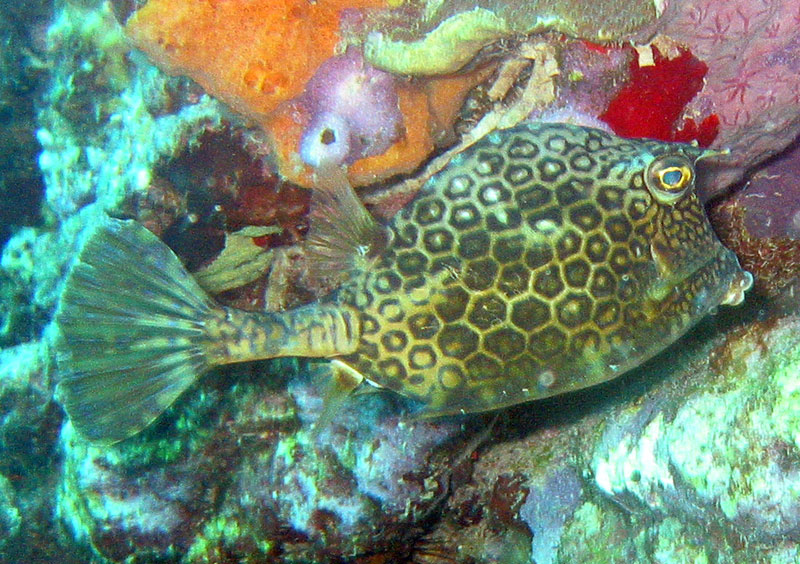
Bienenwaben-Kofferfisch (Acanthostracion polygonius)

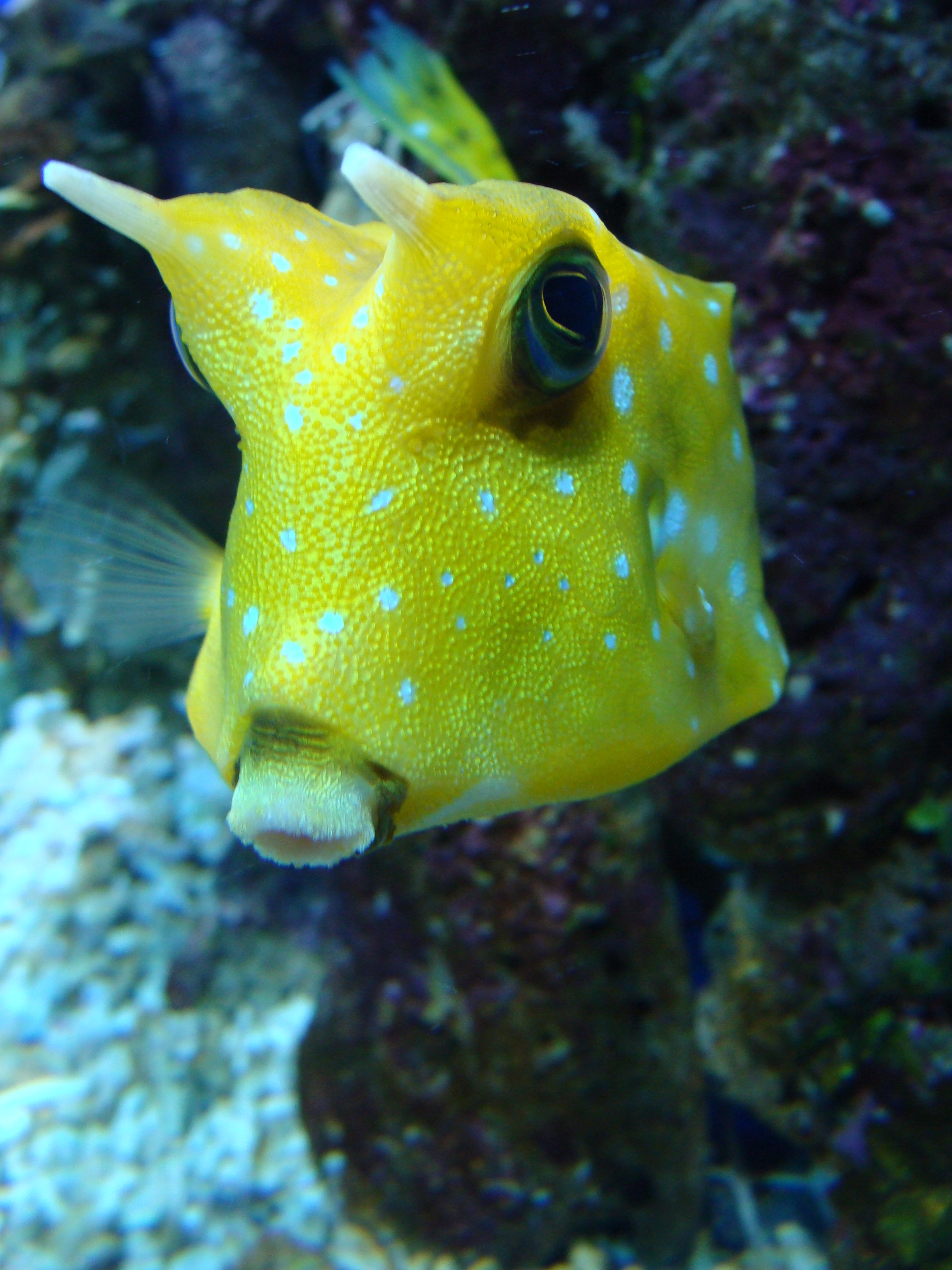
Kuhfisch (Lactoria cornuta)

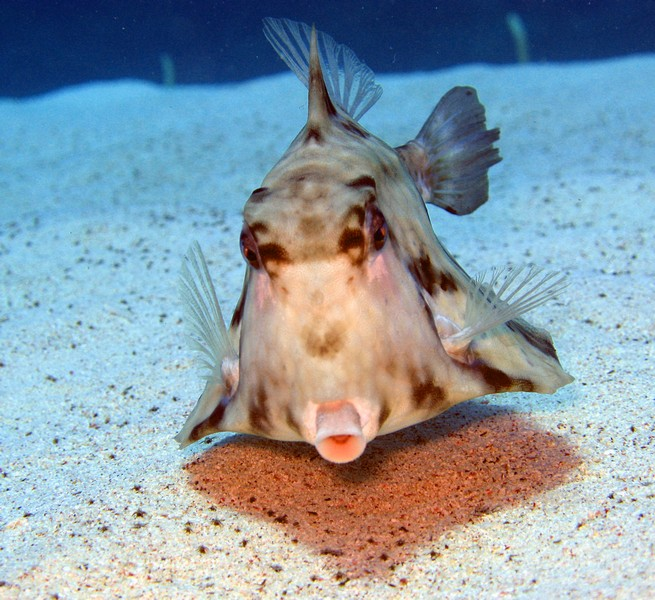
Pyramiden-Kofferfisch (Tetrosomus gibbosus)

## Gattungen und Arten
- Gattung Acanthostracion
  - Acanthostracion guineensis (Bleeker, 1865).
  - Acanthostracion notacanthus (Bleeker, 1863).
  - Bienenwaben-Kofferfisch (Acanthostracion polygonius) Poey, 1876.
  - Horn-Kofferfisch (Acanthostracion quadricornis) (Linnaeus, 1758).
- Gattung Lactophrys
  - Schwarzpunkt-Kofferfisch (Lactophrys bicaudalis) (Linnaeus, 1758).
  - Buffalo-Kofferfisch (Lactophrys trigonus) (Linnaeus, 1758).
  - Perlen-Kofferfisch (Lactophrys triqueter) (Linnaeus, 1758).
- Gattung Lactoria
  - Langhorn-Kofferfisch (Lactoria cornuta) (Linnaeus, 1758).
  - Dornen-Kofferfisch (Lactoria diaphana) (Bloch & Schneider, 1801).
  - Rückendorn-Kofferfisch (Lactoria fornasini) (Bianconi, 1846).
  - Lactoria paschae (Rendahl, 1921).
- Gattung Ostracion
  - Gelbbrauner Kofferfisch (Ostracion cubicus) Linnaeus, 1758.
  - Blauschwanz-Kofferfisch (Ostracion cyanurus) Rüppell, 1828.
  - Japanischer Kofferfisch (Ostracion immaculatus) Temminck & Schlegel, 1850.
  - Weißpunkt-Kofferfisch (Ostracion meleagris) Shaw, 1796.
  - Kurznasen-Kofferfisch (Ostracion nasus) Bloch, 1785.
  - Nashorn-Kofferfisch (Ostracion rhinorhynchos) Bleeker, 1852.
  - Gestreifter Kofferfisch (Ostracion solorensis) Bleeker, 1853.
  - Mauritius Kofferfisch (Ostracion trachys) Randall, 1975.
  - Whites Kofferfisch (Ostracion whitleyi) Fowler, 1931.
- Gattung Paracanthostracion
  - Paracanthostracion lindsayi (Phillipps, 1932).
- Gattung Tetrosomus
  - Ketten-Kofferfisch (Tetrosomus concatenatus) (Bloch, 1785).
  - Pyramiden-Kofferfisch (Tetrosomus gibbosus) (Linnaeus, 1758).
  - Tetrosomus reipublicae (Ogilby, 1913).
  - Tetrosomus stellifer (Bloch & Schneider, 1801).

## Aquaristik
Im Fachhandel werden oft winzige, nur 2 bis 4 Zentimeter große Kofferfische angeboten, die vom Menschen als niedlich empfunden werden und zum Kauf verleiten sollen. Der potentielle Käufer sollte allerdings wissen, dass die Tiere mindestens 30 Zentimeter lang werden, Krebstiere, Weichtiere und Stachelhäuter fressen und nach einiger Zeit mit ihren starken Kiefern auch Stein- und Weichkorallen zerstören. Bei Stress oder im Fall ihres Todes stoßen sie ihr Hautgift aus, wodurch der gesamte übrige Fischbestand getötet wird.

## Inspiration für die Technik
Kofferfische sind mit ihrer nicht „normgerechten“ Form auch Inspirationsquelle für die Autoindustrie. Aufgrund seines besonders niedrigen Strömungswiderstands (cw-Wert=0,06) diente der Gelbbraune Kofferfisch (Ostracion cubicus) als Vorbild für das Mercedes-Benz bionic car, eine 2005 erstmals gezeigte Studie.